# Streuobstwiesen bei Wehlen
Koordinaten: 49° 56′ 8″ N, 7° 2′ 34″ O

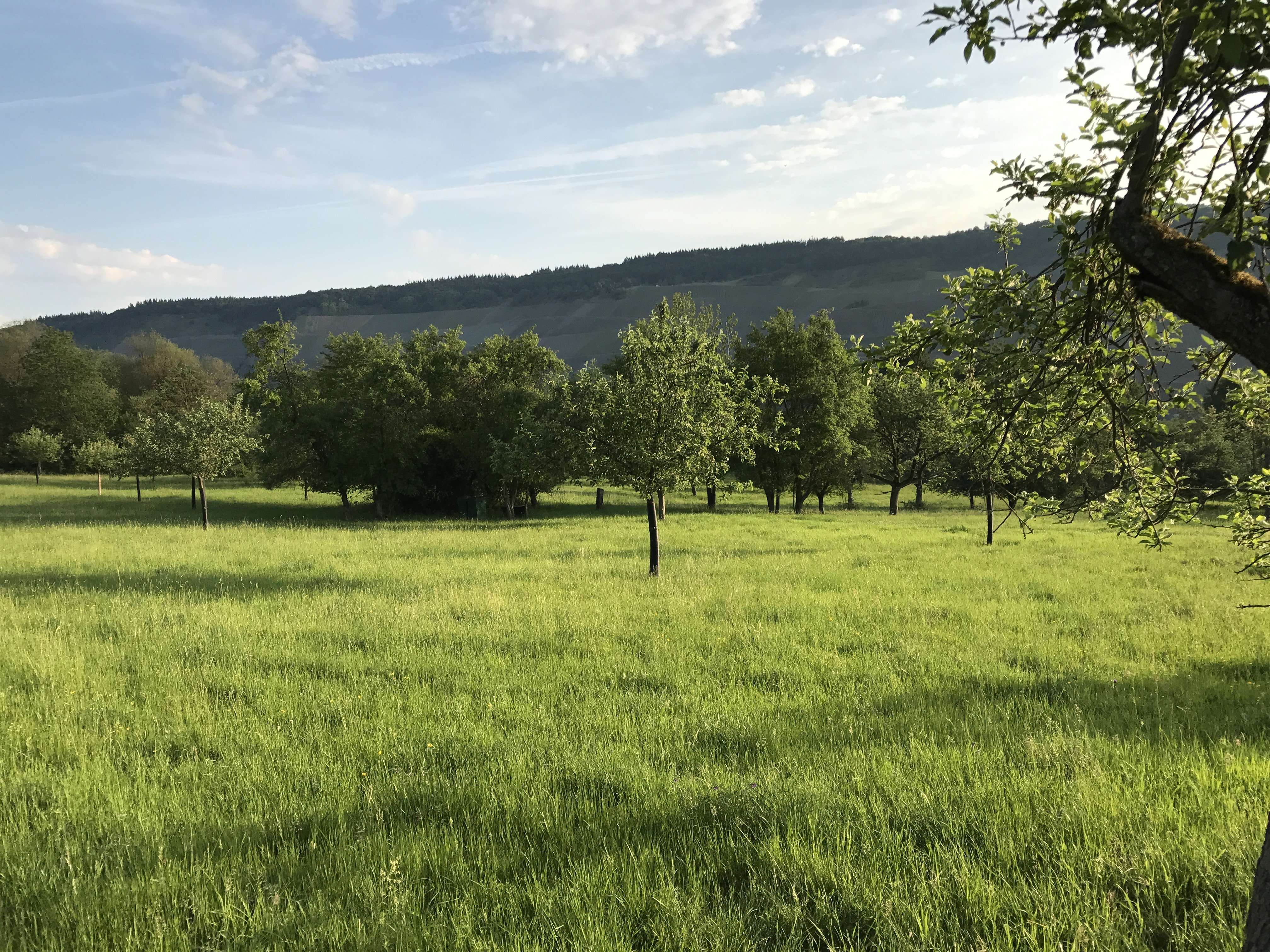
Naturschutzgebiet Streuobstwiesen bei Wehlen (Mai 2017)

Das Naturschutzgebiet Streuobstwiesen bei Wehlen liegt im Landkreis Bernkastel-Wittlich in Rheinland-Pfalz. Das 128 ha große Gebiet, das im Jahr 1995 unter Naturschutz gestellt wurde, erstreckt sich am westlichen Rand von Wehlen, einem Stadtteil von Bernkastel-Kues. Unweit östlich verläuft die Landesstraße L 47 und fließt die Mosel. Schutzzweck ist die Erhaltung und Entwicklung der größten zusammenhängenden weitgehend extensiv genutzten Streuobstwiesen an der Mittelmosel und ihrer angrenzenden Gebüsch- und Laubwaldformationen.